# Felix Bressart
Felix Bressart, nato Felix Breslau (Eydtkuhnen, 12 marzo 1892 – Los Angeles, 17 marzo 1949), è stato un attore tedesco.

## Biografia
Nato nella Prussia Orientale, in una zona ora appartenente alla Russia, Felix Bressart debuttò in teatro nel 1914, e nel cinema nel 1928. Nel 1930 interpretò Filosel nella prima assoluta di Meine Schwester und ich di Ralph Benatzky al Konzerthaus Berlin. Essendo ebreo di nascita, quando i nazisti nel 1933 salirono al potere in Germania, dovette lasciare il paese emigrando in Svizzera e successivamente in Austria, dove continuò a lavorare nel cinema. Nel 1936 emigrò negli Stati Uniti, dove lavorò dapprima in teatro. L'influente comunità tedesca di Hollywood lo aiutò a stabilirsi in America e tutti i suoi primi film americani furono diretti da registi venuti dalla Germania: Lubitsch, Henry Koster e Wilhelm Thiele.
Nel suo primo film americano, Ninotchka (1939), interpretò il ruolo di Bulianoff, che insieme ai suoi due compari Iranoff e Kopalski (rispettivamente Sig Ruman e Alexander Granach) forma un formidabile trio comico-brillante, quello dei tre agenti sovietici rapiti dai piaceri dell'Occidente. Il regista del film era il berlinese Ernst Lubitsch, un tedesco espatriato come Bressart, al quale lo legò un rapporto di amicizia e dal quale l'attore fu diretto in altre due pellicole di grande successo, Scrivimi fermo posta (1940) e Vogliamo vivere! (1942). In quest'ultimo film, Bressart interpretò il ruolo di Greenberg, l'attore ebreo che riesce a coronare il sogno della sua vita, quello di recitare Il mercante di Venezia di Shakespeare nel ruolo di Shylock.
Nel 1943 impersonò il professore anti nazista nel cortometraggio di propaganda americana Don't Be a Sucker. A Hollywood, Bressart girò una quarantina di film. L'ultimo in cui apparve fu Passo falso (1949), un thriller che aveva come protagonista William Powell. Bressart morì a Los Angeles il 17 marzo 1949, prima che il film uscisse nelle sale, stroncato dalla leucemia all'età di 57 anni. È sepolto all'Hollywood Forever Cemetery.

## Filmografia
- Liebe im Kuhstall, regia di Carl Froelich (1928)
- Alte Kleider, regia di Johannes Guter (1929)
- Es gibt eine Frau, die dich niemals vergißt, regia di Leo Mittler (1930)
- I cavalieri della montagna (Der Sohn der weißen Berge), regia di Mario Bonnard e Luis Trenker (1930)
- Der Kampf mit dem Drachen oder: Die Tragödie des Untermieters
- Die zärtlichen Verwandten, regia di Richard Oswald (1930)
- La sirenetta dell'autostrada (Die Drei von der Tankstelle), regia di Wilhelm Thiele (1930)
- Der keusche Josef, regia di Georg Jacoby (1930)
- L'ultima illusione (Das alte Lied), regia di Erich Waschneck (1930)
- Drei Tage Mittelarrest, regia di Carl Boese (1930)
- Eine Freundin so goldig wie Du, regia di Carl Lamac (1930)
- Die Privatsekretärin, regia di Wilhelm Thiele (1931)
- Der wahre Jakob, regia di Hans Steinhoff (1931)
- Der Schrecken der Garnison, regia di Carl Boese (1931)
- Mai più l'amore (Nie wieder Liebe!), regia di Anatole Litvak (1931)
- Trara um Liebe, regia di Richard Eichberg (1931)
- Ausflug ins Leben, regia di Rudolph Bernauer (1931)
- La tragedia della miniera (Kameradschaft), regia di Georg Wilhelm Pabst (1931)
- Der Herr Bürovorsteher, regia di Hans Behrendt (1931)
- Holzapfel weiß alles, regia di Victor Janson (1932)
- Goldblondes Mädchen, ich schenk Dir mein Herz, regia di Rudolph Bernauer (1932)
- ...und wer küßt mich?, regia di E.W. Emo (1933)
- Wie d'Warret würkt, regia di Walter Lesch (1933)
- C'était un musicien, regia di Maurice Gleize e Frederic Zelnik (1933)
- Salto in die Seligkeit, regia di Fritz Schulz (1934)
- Peter, regia di Hermann Kosterlitz (Henry Koster) (1934)
- Un ballo al Savoia (Ball im Savoy), regia di Steve Sekely (1935)
- Alles für die Firma, regia di Rudolf Meinert (1935)
- Viereinhalb Musketiere, regia di László Kardos (1935)
- Heut' ist der schönste Tag in meinem Leben, regia di Richard Oswald (1936)
- Le tre ragazze in gamba crescono (Three Smart Girls Grow Up), regia di Henry Koster (1939)
- Bridal Suite, regia di William Thiele (Wilhelm Thiele) (1939)
- Ninotchka, regia di Ernst Lubitsch (1939)
- Il canto del fiume (Swanee River), regia di Sidney Lanfield (1939)
- Scrivimi fermo posta (The Shop Around the Corner), regia di Ernst Lubitsch (1940)
- It All Came True, regia di Lewis Seiler (1940)
- Il romanzo di una vita (Edison, the Man), regia di Clarence Brown (1940)
- Wapakoneta (Third Finger, Left Hand), regia di Robert Z. Leonard (1940)
- Incontro senza domani (Escape), regia di Mervyn LeRoy (1940)
- Tzigana (Bitter Sweet), regia di W. S. Van Dyke (1940)
- Corrispondente X (Comrade X), regia di King Vidor (1940)
- Le fanciulle delle follie (Ziegfeld Girl), regia di Robert Z. Leonard e Busby Berkeley (1941)
- Fiori nella polvere (Blossoms in the Dust), regia di Mervyn LeRoy (1941)
- Married Bachelor, regia di Edward Buzzell e, non accreditato, Norman Taurog (1941)
- Kathleen, regia di Harold S. Bucquet (1941)
- Mr. and Mrs. North, regia di Robert B. Sinclair (1942)
- Vogliamo vivere! (To Be or Not to Be), regia di Ernst Lubitsch (1942)
- La banda Pelletier (Crossroads), regia di Jack Conway (1942)
- Tra le nevi sarò tua (Iceland), regia di H. Bruce Humberstone (1942)
- Al di sopra di ogni sospetto (Above Suspicion), regia di Richard Thorpe (1943)
- Three Hearts for Julia, regia di Richard Thorpe (1943)
- Don't Be a Sucker (1943)
- Song of Russia, regia di Gregory Ratoff (1944)
- La settima croce (The Seventh Cross), regia di Fred Zinnemann (1944)
- Samba d'amore (Greenwich Village), regia di Walter Lang (1944)
- Blonde Fever, regia di Richard Whorf (1944)
- Secrets in the Dark (1944)
- Senza amore (Without Love), regia di Harold S. Bucquet (1945)
- Dangerous Partners, regia di Edward L. Cahn (1945)
- Ding Dong Williams, regia di William Berke (1946
- Sangue ardente (The Thrill of Brazil), regia di S. Sylvan Simon (1946)
- Her Sister's Secret, regia di Edgar G. Ulmer (1946)
- Non ti appartengo più (I've Always Loved You), regia di Frank Borzage (1946)
- Venere e il professore (A Song Is Born), regia di Howard Hawks (1948)
- Il ritratto di Jennie (Portrait of Jennie), regia di William Dieterle (1948)
- Passo falso (Take One False Step), regia di Chester Erskine (1949)

## Doppiatori italiani
- Lauro Gazzolo in Ninotchka, Corrispondente X, Fiori nella polvere, Tra le nevi sarò tua, Al di sopra di ogni sospetto
- Corrado Racca in Incontro senza domani, Il ritratto di Jennie
- Aldo Silvani in Vogliamo vivere!